# Ruwsporige knotszwam
De ruwsporige knotszwam (Clavaria atrofusca) is een schimmel behorend tot de familie clavariaceae. Deze koraalzwam is bekend van brandplekken.

## Kenmerken
Hij heeft zwarte tot blauwzwarte vruchtlichamen die variabel van vorm zijn en soms verward kunnen worden met aardtongen. Het vruchtlichaam is smal cilindrisch en 2-4 cm lang.
De sporen zijn wrattig-stekelig en 5,5–7,7 × 3,9 – 4,9 µm (Q = 1.4 – 1.6).

## Verspreiding
In Nederland komt de ruwsporige knotszwam uiterst zeldzaam voor.